# 贵州省地震局
贵州省地震局，是中国地震局和贵州省人民政府双重领导，以中国地震局为主的事业单位。根据贵州省人民政府授权，依法履行防震减灾主管机构的各项职责，承担本行政区域内防震减灾工作政府行政管理职能。

## 沿革
1972年建立地震队，1979年扩建为贵州省地震局，实行以国家局为主的领导体制，归省科委管理。程地震工作。1983年8月撤销，后又重建。

## 主要职责
贵州省地震局的主要职责有：
- 根据《中华人民共和国防震减灾法》和《贵州省防震减灾条例》等有关法律、法规、规章的规定，监督管理和指导贵州省的防震减灾工作，负责拟定有关防震减灾的方针、政策，起草防震减灾地方性法规、规章、标准草案，管理地方地震标准化工作，制定政策和规范性文件，并组织实施。
- 组织编制贵州省防震减灾规划和计划；推进防震减灾计划体制和相应经费渠道的建立和完善；管理、监督事业费、基本建设费和专项资金的使用。
- 负责建立地震监测预报预警工作体系。按照全省地震监测台网（站）建设规划，负责统一规划全省地震台网（站）及信息系统的建设，实现资源共享；制定全省地震监测预报预警方案并组织实施；管理省级地震监测台网（站）和中国地震局移交的地震监测台网；负责组织开展地震预测研究，管理地震预测预报意见；开展全省地震重点监视防御区的震情跟踪；对市（州）、县（市、区）地震监测台网（站）、专用地震台网（站）和群测群防工作实行行业管理；审定权限内重大建设工程专用地震监测台网和强震动监测设施建设方案；会同有关部门依法保护地震监测设施和地震观测环境，划定地震监测设施保护范围，审查确定地震观测环境保护范围内新建、扩建、改建建设工程。
- 会同有关部门建立震灾防御工作体系。管理本行政区域内地震灾害防御工作；负责监督管理本行政区域内活动断层探测及成果应用工作，建设工程抗震设防要求和地震安全性评价工作，按职责权限审定地震安全性评价，确定抗震设防要求；制定本行政区域破坏性地震应急预案并检查落实情况。
- 会同有关部门建立地震紧急救援工作体系。建立省地震紧急救援队伍体系并开展培训；监督检查机关、团体、企业、事业等单位开展地震应急知识宣传教育、地震应急预案的制定和地震应急演练；组织有关部门开展地震应急检查工作；协助地方人民政府建立地震重点监视防御区的地震应急救援物资储备系统；开展地震应急避难场所建设。
- 承担贵州省人民政府防震减灾领导和抗震救灾指挥办事机构的职能；负责震情和灾情速报，会同有关部门组织地震灾害调查与损失评估；参与制定地震灾区重建规划，设定典型地震遗址、遗迹和重点保护点（区）。
- 承担贵州省的防震减灾行政复议、行政诉讼工作；负责贵州省地震行政执法监督管理工作；负责防震减灾行业质量与技术监督管理工作；负责地震技术标准的宣传、贯彻、实施和监督；管理地震计量工作。
- 推进地震科学技术现代化。组织开展防震减灾科学技术研究及其成果的推广应用；开展防震减灾科学技术国际合作与交流；指导和管理与防震减灾事业有关的学会、协会工作。
- 防震减灾知识宣传教育和地震应急避险、救援演练等工作。
- 领导下属单位；指导市（州）、县（市、区）防震减灾工作。
- 承担中国地震局和贵州省人民政府交办的其他事项。